# ۱۱۷ (عدد)
۱۱۷(صد و هفده) یک عدد طبیعی فرد مرکب است که بعد از ۱۱۶ و قبل از ۱۱۸ قرار دارد.